# Obočí

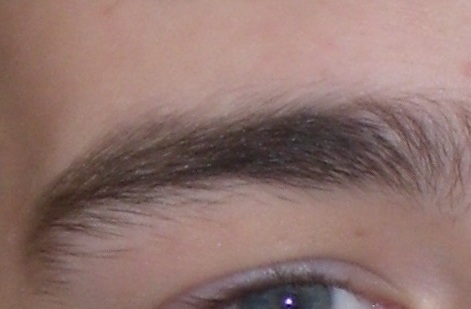
Lidské obočí

Obočí (latinsky supercilium) je ochlupení umístěné nad okem lidí a některých jiných savců a zhruba kopírující jeho tvar.
Obočí kryje nadočnicový oblouk lidského oka; je jedním z prostředků mimiky.
V některých kulturách se obočí z estetických důvodů upravovalo (upravuje) – zkracuje, prodlužuje, barví.
Termín obočí se užívá i pro označení některých typů značek na hlavě ptáků. Mohou být tenké, silné, zakřivené nebo rovné. Ornitologům slouží pro určování ptáků.